# Joseph von Boos zu Waldeck
Ludwig Joseph Graf von Boos zu Waldeck und Montfort, auch kurz Boos-Waldeck genannt (* 26. November 1798 in Koblenz, Rheinland; † 1. Oktober 1880 in Aschaffenburg, Bayern) war herzoglich-nassauischer Oberstleutnant und Stallmeister sowie Mitbegründer des „Mainzer Adelsvereins“.

## Familie
Joseph entstammte dem alten rheinischen Adelsgeschlecht Boos zu Waldeck, ursprünglich auf der Ganerben-Burg Waldeck im Baybachtal (Hunsrück) ansässig, und war der Sohn des kurfürstlich Trierer Kämmerers Clemens Graf von Boos zu Waldeck (1773–1842) und Johanna Freiin von Bibra (1774–1856) sowie ein Vetter der britischen Königin Victoria.
Boos-Waldeck heiratete am 2. Februar 1847 in Heddernheim Henriette Freiin von Breidbach-Bürresheim gen. vom Riedt (* 10. Mai 1824 in Heddernheim, † Oktober 1889 in Aschaffenburg), Tochter des Anton Freiherr von Breidbach-Bürresheim gen. vom Ried (1791–1878) und dessen Ehefrau Amalia Freiin von Gagern. Aus der Ehe gingen drei Töchter hervor.
Er war der Onkel des Komponisten und Mäzens Victor Graf von Boos zu Waldeck und Montfort (1840–1916).
Ein älterer Bruder von ihm war der preußische Landrat des Landkreises Koblenz Klemens Wenzeslaus Graf von Boos-Waldeck.

## Leben

### Frühe Laufbahn
Boos-Waldeck begann seine militärische Laufbahn in der preußischen Armee. Sein genauer früher Karriereverlauf ist heute nicht mehr zu fassen, erstmals tritt er aber 1830 als Premier-Leutnent im 29. Landwehr-Regiment, Bonn, auf. Im gleichen Rang ist er in den beiden folgenden Jahren im Ulanen-Regiment „Großherzog Friedrich von Baden“ (Rheinisches) Nr. 7, Bonn, und im erneut im 29. Landwehr-Regiment, Neuwied, aktenkundig. Am 8. August 1832 wechselte er als Major à la suite und Flügeladjutant zum späteren (1839) Herzog Adolf von Nassau. Am 17. März 1837 wurde er zum Oberstleutnant der Herzoglich Nassauischen Armee befördert. 1835 erhielt Boos-Waldeck den russischen Sankt-Stanislaus-Orden IV. Klasse.
1831 bis 1832 war er als Vertreter des Fürsten zu Wied Mitglied der ersten Kammer der Landstände des Herzogtums Nassau.

### Carlistenkrieg
1835, von September 1836 bis Februar 1837 und möglicherweise im Herbst 1838 hielt sich Boos-Waldeck mehrfach in Spanien auf, um auf carlistischer Seite am Ersten Carlistenkrieg teilzunehmen, was für den Träger eines Hofamts ungewöhnlich war und ohne die ausdrückliche Zustimmung Adolphs sicher nicht stattgefunden hätte. Boos-Waldeck war dabei wohl vor allem am Hof von Don Carlos anwesend. Seine genaue Funktion dort bleibt bis heute unklar, jedoch schickte er Berichte an mindestens zwei Deckadressen im Deutschen Bund, von der nur eine Adolph von Nassau zugeordnet werden kann. Es wird vermutet, dass Boos-Waldeck im Auftrag mehrerer deutsche Fürstenhäuser über eine mögliche finanzielle Unterstützung der Carlisten verhandelte. In den Briefen des Aufenthalts von 1836/37 äußert Boos-Waldeck seine zunehmende Frustration über die Parteikämpfe und Intrigen im carlistischen Hauptquartier. Die Ausgaben für seine Reisen belasteten die persönlichen Finanzen des Grafen mehrere Jahre lang. Auch sein Bruder Eduard war zeitweise während des Ersten Karlistenkriegs auf carlistischer Seite anwesend.

### Texaskolonisation
Im April 1842 gründete er mit anderen 20 Adligen in Biebrich den „Mainzer Adelsverein“, um die deutsche Auswanderung nach Texas (USA) voranzutreiben und zu unterstützen. Am 19. Mai desselben Jahres wurde er in Mainz offiziell zum Bevollmächtigten ernannt und erhielt den Auftrag, zusammen mit Viktor Graf zu Leiningen-Westerburg-Altleiningen nach Texas zu gehen und dort im Auftrag des Adelsvereins Land zu kaufen.
Schon bald nach ihrer Ankunft Ende August 1842 in Galveston suchten beide kurz den texanischen Präsidenten Sam Houston in seiner Stadt Houston auf und schilderten ihm ihr Vorhaben und die Ziele des Adelsvereins. Im Oktober reisten beide nach Columbia, San Felipe de Austin, zur deutschen Siedlung „Rödersmühl“ (heute Shelby), zu Mill Creek im Austin County und kamen schließlich im November ins Washington-on-the-Brazos, wo damals der Kongress der Republik Texas tagte.
In der damaligen Hauptstadt trafen sie sich nochmals mit Präsident Houston, um über einen Landkauf zur Ansiedlung deutscher Siedler zu verhandeln. Houstons konkretes Angebot lehnten sie allerdings ab, als sie erfuhren, dass es sich um ein Grenzgebiet und zudem Siedlungsgebiet feindseliger Indianer westlich von Austin (Texas) handelte. Stattdessen erwarb Boos-Waldeck für 70.000 Gulden 1.780 Hektar Land im Fayette County in der Nähe der Siedlung Industry (Texas), wo sich schon der Einwanderer Friedrich Ernst mit Familie (siehe: Caroline Ernst) und anderen Deutschen niedergelassen hatte. Boos-Waldeck nannte das Land „Nassau-Farm“ zu Ehren seines Freundes, Dienstherrn und zugleich Vorsitzenden des „Mainzer Adelsverein“. Später wurde die Siedlung nach ihrem Gründer Waldeck (Texas) genannt. Leiningen verließ Texas im Januar 1843 nach Deutschland, während Boos-Waldeck ein ganzes Jahr zur weiteren Entwicklung und Vorbereitung des Landes für kommende Siedler zurückblieb. Von Sklaven ließ er Hütten bauen, ein größeres Haus für den Aufseher, ließ das Land kultivieren und Mais, Baumwolle, Zuckerrüben, Kartoffeln und Tabak anbauen. Außerdem ließ er ein größeres, zweistöckiges Blockhaus als künftigen Sitz des Adelsvereins errichten. Zwei Jahre später, im Mai 1845, berichtete der deutsche Geologe Ferdinand von Roemer, dieses Blockhaus sei eines der bestgebauten und komfortabelsten, das er in Texas je gesehen habe, das Land sei umzäunt und kultiviert und die Farm beschäftige 19 Sklaven, wobei eine Sklavenfamilie als Hauspersonal diene.
Im Gegensatz zum Rapport Leiningens empfahl Boos-Waldeck in seinen nun folgenden Berichten an den Adelsverein, zunächst die notwendigen Voraussetzungen zu schaffen und erst dann die Besiedlung schrittweise vorzunehmen, doch wurde seine Empfehlung ignoriert und ein wahrer „Texas-Boom“ begann. Die Gefahren einer derart unbedachten und unvorbereiteten Besiedlung vor Augen, trat Boos-Waldeck zusammen mit seinem Bruder Anton im April 1844 aus dem „Mainzer Adelsverein“ aus.

### Späte Jahre
Am 20. April ernannte ihn der Herzog zum Oberstallmeister. In diesem Hofamt verblieb er, bis er 1846 auf eigenen Wunsch aus dem Militärdienst ausschied. Sein Nachfolger wurde Carl Graf zu Castell-Castell. Im Jahr 1850 gewährte der Herzog dem Grafen Boos eine jährliche Pension von 4.000 Gulden in Anerkennung seiner besonderen Dienste. Damit wurde ihm sein Gehalt als Oberstallmeister unvermindert weiter gezahlt, was zur Sanierung des zuvor meist in finanziellen Schwierigkeiten steckenden Grafen beitrug. Seinen Ruhestand verlebte Boos-Waldeck im böhmischen Woseletz, wo seine Familie umfangreich begütert war, stand aber bis zu seinem Tod in ständigem Briefkontakt mit seinem Freund und früheren Dienstherrn. Später lebte die Familie, offenbar unter bescheidenen Verhältnissen, in Bayern, zuletzt in Aschaffenburg.